# Internazionali d'Italia 1959
Gli Internazionali d'Italia 1959 sono stati un torneo di tennis giocato sulla terra rossa. È stata la 16ª edizione degli Internazionali d'Italia. Sia il torneo maschile sia quello femminile si sono giocati al Foro Italico di Roma in Italia.

## Campioni

### Singolare maschile
Luis Ayala ha battuto in finale  Neale Fraser con il punteggio di 6–3, 3–6, 6–3, 6–3

### Singolare femminile
Christine Truman  ha battuto in finale  Sandra Reynolds con il punteggio di 6–0, 6–1

### Doppio maschile
Neale Fraser /  Roy Emerson  hanno battuto in finale   Nicola Pietrangeli /  Orlando Sirola 8–6, 6–4, 6–4

### Doppio femminile
Yola Ramírez /  Rosie Reyes  hanno battuto in finale  Maria Bueno / Janet Hopps  4–6, 6–4, 6–4

### Doppio misto
Yola Ramírez /  Francisco Contreras  hanno battuto in finale  Rosie Reyes / Billy Knight  9–7, 6–1